# کوچ بهار
کوچ بهار (به انگلیسی: Cooch Behar) یک منطقهٔ مسکونی در هند است که در Cooch Behar Sadar subdivision واقع شده‌است. کوچ بهار ۸٫۲۹ کیلومتر مربع مساحت و ۷۷٬۹۳۵ نفر جمعیت دارد.